# Ondřej Kušnír
Ondřej Kušnír (ur. 5 kwietnia 1984 w Ostrawie) – czeski piłkarz występujący na pozycji obrońcy. Od 2018 jest zawodnikiem klubu Fotbal Trzyniec.

## Kariera klubowa
Kušnír zawodową karierę rozpoczynał w 2002 roku w drugoligowym klubie FC Vítkovice. Spędził tam 4 lata. W tym czasie w jego barwach rozegrał 60 spotkań i zdobył 3 bramki. W 2006 roku trafił do również drugoligowej Viktorii Žižkov. W 2007 roku awansował z nią do Gambrinus Ligi. W tych rozgrywkach zadebiutował 5 sierpnia 2007 roku w wygranym 1:0 meczu z Mladą Boleslav. 12 sierpnia 2007 roku w przegranym 3:4 spotkaniu z FC Brno strzelił pierwszego gola w trakcie gry w Gambrinus Lidze. W Viktorii Kušnír grał przez 2 lata. Łącznie zagrał tam 53 meczach i zdobył 8 bramek.
W 2008 roku podpisał kontrakt ze Spartą Praga. W jej barwach zadebiutował 9 sierpnia 2008 roku w wygranym 2:0 pojedynku z SK Kladno. W 2010 roku zdobył z klubem mistrzostwo Czech oraz Superpuchar Czech. W 2012 roku przeszedł do Slovana Liberec, a w 2014 do Tobyłu Kostanaj. Następnie grał w Sigmie Ołomuniec i Rapidzie Bukareszt. W 2016 trafił do Dukli Praga.

## Kariera reprezentacyjna
W reprezentacji Czech Kušnír zadebiutował 3 marca 2010 roku w przegranym 0:1 towarzyskim meczu ze Szkocją.